# Bedelia's Busy Morning
Bedelia's Busy Morning è un cortometraggio muto del 1912. Il nome del regista non viene riportato nei credit.

## Produzione
Il film venne prodotto dalla Reliance Film Company.

## Distribuzione
Distribuito dalla Motion Picture Distributors and Sales Company, il film - un cortometraggio di 225 metri - uscì nelle sale cinematografiche USA il 10 febbraio 1912.
Nelle proiezioni, veniva programmato con il sistema dello split reel, accorpato in un'unica bobina con un altro cortometraggio prodotto dalla Reliance, il documentario Natural History Series, No. 3.